# The Pip
The Pip (deutsch: der Pieper) ist der Spitzname eines Kurzwellensignals mit Ursprung vermutlich in der russischen Stadt Rostow am Don, das tagsüber auf der Frequenz 5448 kHz und nachts auf der Frequenz 3756 kHz zu empfangen ist. Das Umschalten zwischen den Frequenzen erfolgt saisonbedingt. Bei dem Signal handelt es sich um einen sich etwa 50-Mal pro Minute wiederholenden Piepton, der dem Sender seinen Spitznamen einbrachte.

## Geschichte
Die erste heute noch bekannte und technisch verfügbare Nachricht der Station stammt vom 27. Dezember 1998. Detaillierte systematische Aufzeichnungen entstanden erst im Jahr 2011.
Anfangs wurde The Pip von der Enigma 2000 als XX bezeichnet, später dann nach XT umbenannt. Als 1999 die erste bestätigte Sprachnachricht (in russischer Sprache) bekannt wurde, erhielt Pip die Kennung S30.
The Pip ist ein Teil eines militärischen Kommunikationssystems, das als Monolith-Netzwerk bezeichnet wird. Zusammen mit den Sendern The Buzzer (Enigma-2000-Kennung: S28), Squeaky Wheel (Enigma-2000-Kennung: S32) und weiteren Stationen bildet er innerhalb des Monolith-Netzwerkes eine Sende- und Empfangszentrale ("communication hub").
Der Beginn der Aktivität von Pip ist nicht bekannt, vermutet wird das Jahr 1985. Allerdings wurden vor der ersten bestätigten Aufnahme (siehe oben) auch andere Nachrichten beobachtet, deren Inhalt allerdings heute nicht mehr bekannt ist.

## Standort
Der genaue Standort ist unbekannt, es gibt verschiedene Vermutungen über den Standort von Pip. Auf der entsprechenden Seite des Senders bei Priyom.org werden die Koordinaten 47,29945° N, 39,67361° O als Standort angegeben. Standortänderungen, wie etwa bei The Buzzer, wurden bisher nicht beobachtet. Peilungen belegen, dass sich Pip in Russland befindet, vermutlich in der Gegend des Asowschen Meeres.

## Sendeplan
The Pip sendet ununterbrochen einen Piepton, etwa 50 Pieptöne pro Minute. Dieser Ton ist der sogenannte Channel Marker der Station, er dient dem Belegen und Markieren der verwendeten Frequenz. Der Marker wird normalerweise mehrmals täglich unterbrochen, damit Sprachnachrichten gesendet werden können. Die meisten anderen Stationen des Monolith-Netzwerkes weisen ebenfalls die Verwendung eines spezifischen Markers auf.

### Rufzeichen
Bis Ende 2020 wurde mehrheitlich 8С1Щ (lateinische Transkription: 8S1Shch) als Rufzeichen in Übertragungen gesendet. Inzwischen wird das Rufzeichen ЙВБ1 (JVB1) verwendet. Weiter wurden 2019 das Rufzeichen Меза-07 und 2021 das Rufzeichen Нора-67 verwendet.

### Abweichungen im Sendeplan
Am 3. Dezember 2011 wurde der Piepton schwächer und setzte kurz darauf ganz aus. Bereits nach wenigen Minuten allerdings war der Ton wieder hörbar.
In einem Dossier, das auf Priyom.org erschienen ist, wird aus diesem Anlass spekuliert, dass der Piepton nicht digital oder per Rückkopplung erzeugt wird, sondern eine analoge Quelle (Tonband, Kassette, …) den Ton des Senders erzeugt, der dann wiederum von einem Mikrofon aufgenommen wird.

## Sprachnachrichten
Sprachnachrichten werden in der Regel mehrmals täglich gesendet. Sie richten sich nach den im Monolith-Netzwerk üblichen Nachrichtenformaten Monolith, Uzor und Dlya.